# سان دييغو ويف
سان دييغو ويف هو نادي أمريكي لكرة قدم للسيدات من مدينة سان دييغو، تأسس النادي في 2021 ومن المخطط أن ينضم لالدوري الوطني لكرة القدم للسيدات في موسم 2022.